# Агоста
Агоста (итал. Agosta) — коммуна в Италии, расположена в области Лацио и подчинена административному центру Рим.
Население коммуны, на 01.01.2024 года, составляет 1680 человек, плотность населения ─ 176,85 чел./км². Занимает площадь 9,48 км². 
Почтовый индекс — 00020. Телефонный код — 0774.

## География
Агоста располагается на туфовом холме у склонов Монти-Симбруини (Monti Simbruini) в долине реки Аньене, на правом берегу реки, на расстоянии 67 км от Рима.
У подножия холма находится родник, в римскую эпоху известный как Августа, от которого поселение, возможно, берёт своё название.
Покровителем города почитается блаженный Августин, празднование 28 августа.

## История
Археологические находки на территории посёлка говорят, что люди жили здесь во времена палеолита и бронзового века.
Это место упоминается в «Деяниях божественного Августа» («Res Gestae Divi Augusti») в связи с водопроводными работами по присоединению местного родника к Акведуку Марция.
Тогда родник и получил своё имя.
Родник упомянут под тем же названием в документе от 524 года.
В другом документе от 858 года говорится, что холм возле источника, monc Augusta, подходит для строительства крепости, существование которой подтверждают более поздние данные от 1051 года.
Позже за право владения крепостью спорили местный сеньор и аббат.
Известно в 1189 году она принадлежала монастырю Субиако. Крепость сохранилась до наших дней. Изобилие воды позволило соорудить пруды для разведения форели и поставить две мельницы для обработки зерна.
В 1461 году папа Пий II, направляясь с визитом в монастырь Субиако, остановился пообедать возле мельниц, и местные жители преподнесли ему только что пойманную форель.
В XVII веке после свершившегося здесь чудесного исцеления решено было построить маленькую церковь Мадонны дель Пассо.
В 1900 году посёлок был присоединён к железнодорожной линии Мандела-Субиако, упразднённой позже в 1933 году.
В 1913 году появился первый водопровод, который снабжал водой два городских фонтана, а в 1924 году было проведено электричество. Между 1922 и 1926 годом компания «Acqua Pia Antica Marcia» присвоила один из местных источников, чтобы поставлять воду в Рим, но была вынуждена прекратить свою деятельность из-за протестов местных жителей.
Во время второй мировой войны здесь действовал партизанский отряд.
В районе Мадонна делла Паче, уже пострадавшем от бомбардировок союзников, 26 мая 1944 года, во время отступления немецких войск, за найденного на улице мёртвого немецкого солдата были казнены пятнадцать задержанных во время облавы горожан.

## Достопримечательности
Средневековая крепость, вокруг которой и образовался посёлок.
Упоминается в документах, начиная с 1051 года.
В крепость ведут трое ворот — Церковные (della Chiesa), Святой Марии и Канчиллитту (del Cancillittu).
Согласно местной легенде, когда-то в башне крепости была заперта принцесса по имени Августа, в честь которой назван посёлок.
Арка Кардинала (Arco del Cardinale), каменная арка в романском стиле.
Построена в 1503 году около реки в честь кардинала Джованни Колонна.
Была разрушена наводнением и в XVIII веке восстановлена примерно в 50 м от прежнего места.
Впоследствии арку перемещали ещё раз.
Храм Мадонны дель Пассо, раньше назывался храм Мадонны Ангелов, в память о чудесном исцелении бесноватых в 1616 году.
Возле большого алтаря хранится фреска с изображением мадонны, обнаруженная после свершения чуда.
В честь этой фрески храм получил имя Мадонны Ангелов.
Приходская церковь св. Марии Ассунты, первоначально домовая часовня в крепости, впоследствии расширена и перестроена в неоклассическом стиле. Внутри церковь три нефа, разделённых двумя рядами арок.
В боковых нефах с каждой стороны расположено по три алтаря.
Два входа с фасада отделаны фризами из серого камня.
Приходская церковь Мадонны делла Паче и св. Бенедикта, построена в 1930 году Лоренцо Сальви, в то время епископом Субиако, с помощью монахов-архитекторов и скульпторов. В здании один неф, над большим алтарём возведён декоративный навес из травертина. Клирос отделен балюстрадой, украшенной фризами. К церкви примыкает колокольня.
Площадь св. Николая (Piazza San Nikola), главная площадь города, получила своё имя от церкви св. Николая, ныне не существующей. Здесь находятся общественные здания, такие как начальная школа и казармы карабинеров, а также памятник погибшим на войне.
Вилла Кардуччи, в эклектическом стиле (с элементами неороманского стиля и необарокко).
На территории города также находятся следующие археологические объекты:
- фундамент культового сооружения;
- древняя цистерна;
- останки здания, построенного до римской эпохи;
- так называемая «пещерка» («grottella») со следами доисторического присутствия;
- некрополь.